# Potentilla elegans
Potentilla elegans är en rosväxtart som beskrevs av Adelbert von Chamisso och Schltdl.. Potentilla elegans ingår i Fingerörtssläktet som ingår i familjen rosväxter. Inga underarter finns listade i Catalogue of Life.